# NGC 6190
NGC 6190 (другие обозначения — UGC 10443, MCG 10-23-82, ZWG 298.44, ZWG 299.4, IRAS16312+5832, PGC 58458) — спиральная галактика (Sc) в созвездии Дракон.
Этот объект входит в число перечисленных в оригинальной редакции «Нового общего каталога».